# Janis Ian

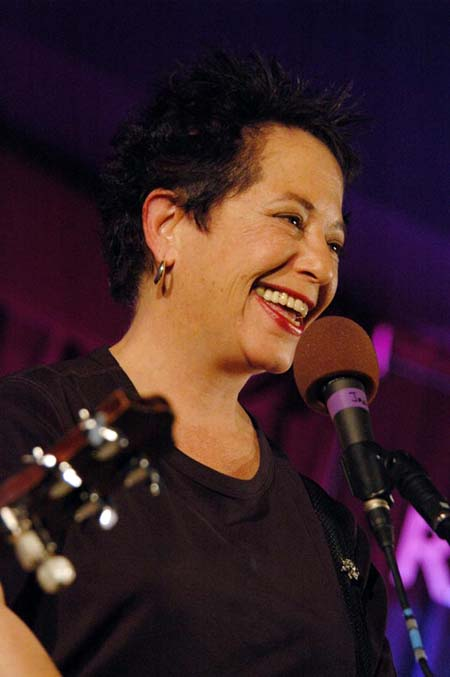
Janis Ian (2004)

Janis Ian (* 7. April 1951 als Janis Eddy Fink in New York) ist eine US-amerikanische Sängerin und Songschreiberin. Sie ist zweifache Grammy-Preisträgerin. 

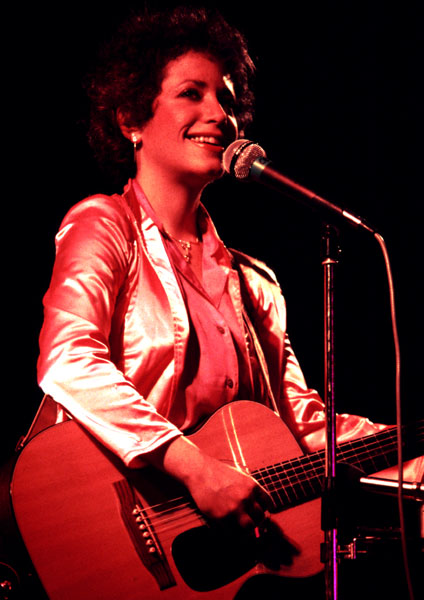
Janis Ian (1981)

## Leben und Werk

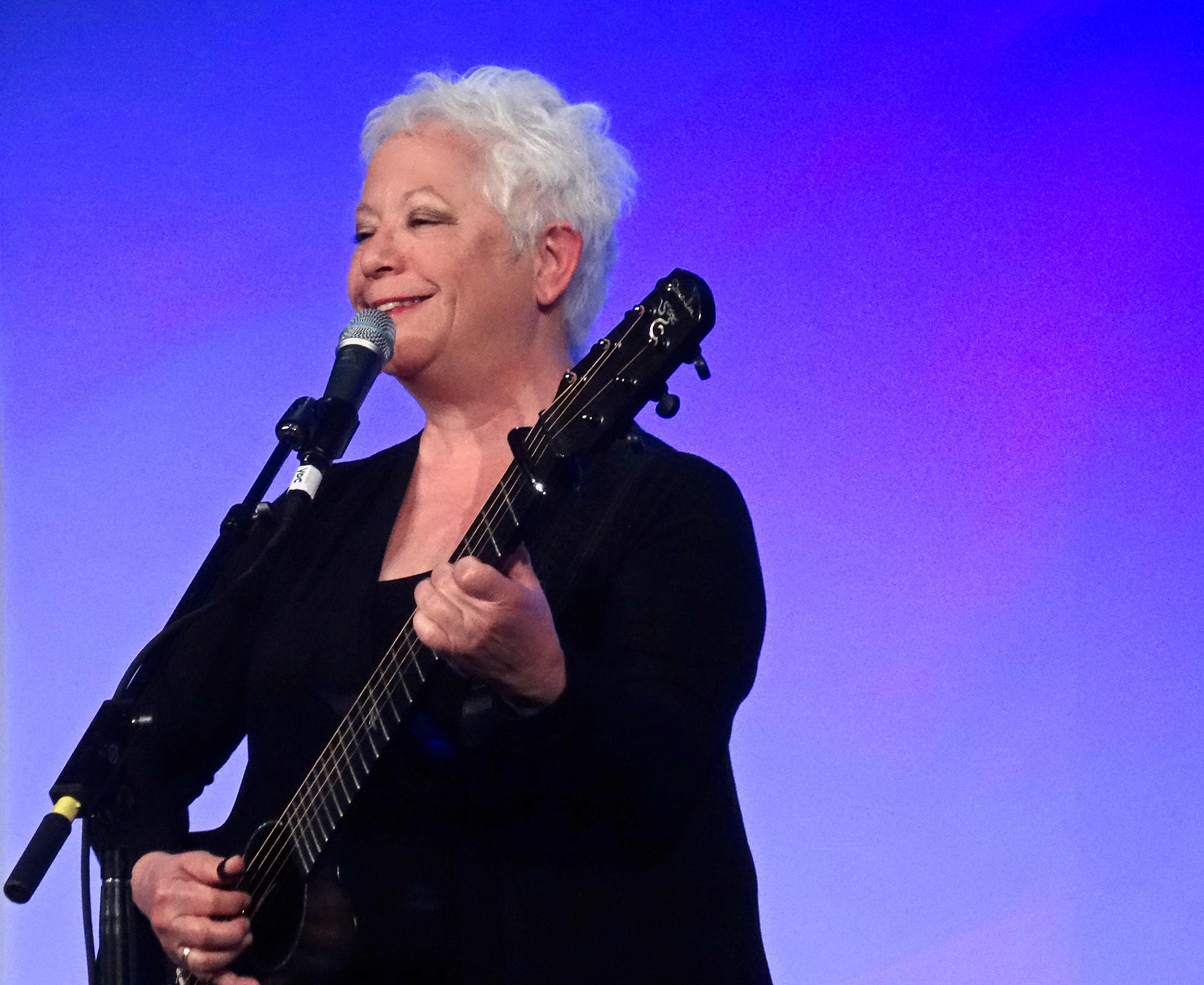
Janis Ian (2013)

Janis Ian wuchs in New Jersey auf, bevor die Familie nach zahlreichen Umzügen 1965 nach New York zurückkehrte. Ihre Kindheit und frühe Jugend beschreibt Ian als eine schöne, aber durch das Leben auf der abgelegenen Farm auch sehr einsame Zeit. Ungewöhnlich früh, mit sieben Monaten, begann sie zu sprechen, und mit zwei Jahren bat sie ihren Vater, sie das Klavierspiel zu lehren. Überhaupt, so Ian, sei sie von ihren Eltern in jeder Hinsicht ermutigt worden, zu fragen, zu lernen, neugierig zu sein. Ihr Vater habe eigens einen Nebenjob als Verlagsvertreter angenommen, um seiner Tochter eine Enzyklopädie zu besorgen.
Mit zehn Jahren begann Ian, auf der Gitarre ihres Vaters zu spielen, schrieb zwei Jahre später ihren ersten eigenen Song, auf den der Musikproduzent George Morton aufmerksam wurde. Am 3. August 1966 nahm er mit ihr Society’s Child (Baby I’ve Been Thinking), ein sehr kontroverses Lied über eine interrassische Liebe, die von den Eltern und der Gemeinde nicht toleriert wird, auf. Ian wollte ihre Eigenkomposition mit dem Titel Baby I’ve Been Thinking versehen, doch Morton entschied sich für Society’s Child. Für Morton war es textlich die gleiche Grundlage wie bei den von ihm bisher aufgenommenen Girlgroups – ein Mädchen verliebt sich und die Eltern sind dagegen. Nachdem Atlantic und einige andere Labels die Veröffentlichung ablehnten, brachte Verve den Song dreimal zwischen 1966 und 1967 heraus.
Erst als Leonard Bernstein ihn in seiner Fernsehsendung „Inside Pop: The Rock Revolution“ am 26. April 1967 vorstellte, gab es Resonanz. Nach Veröffentlichung im Mai 1967 erreichte die Single Rang 14 der Pop-Charts und verkaufte trotz geringem Airplay 600.000 Exemplare. Nur wenige Radiostationen wagten es in den USA der 1960er Jahre das brisante Stück zu spielen. Die von Morton produzierte Debüt-LP hieß Janis Ian und kam im Januar 1967 auf den Markt. Die in den Mira Sound Studios eingespielten Aufnahmen entstanden mit dem Toningenieur Brooks Arthur. Als Arrangeur fungierte Artie Butler. Die am 21. Dezember 1966 entstandene LP verkaufte 350.000 Exemplare. Ebenfalls bei Mira Sound entstand am 20. Oktober 1967 und 26. Oktober 1967 Ians zweite LP …For All the Seasons of Your Mind. Auch die dritte LP The Secret Life of J. Eddy Fink (1968) entstand unter seiner Aufsicht, abgemischt in den A & R Recording Studios von Phil Ramone.
Die Songwriterin erhielt wegen Society’s Child (Baby I’ve Been Thinking) über Jahrzehnte Mord- und Bombendrohungen, Rassisten störten ihre US-Konzerte mit Rufen wie „Nigger Lover“ und ihre Tourneen in den Staaten waren ohne Bodyguards undenkbar. Endgültig wandelte sich das erst in den 1990er Jahren, als Ian – u. a. über das Forum ihrer Website – vermehrt den persönlichen Kontakt mit ihren Fans suchte.
Mit 21 Jahren schrieb sie mit Jesse und Stars zwei Songs, die später u. a. von Roberta Flack, Joan Baez und Cher gecovert wurden.
Im Jahr 1974 erhielt Ian bei CBS erstmals einen Plattenvertrag bei einem großen Label. In rascher Folge brachte sie nun bis 1980 jedes Jahr mindestens ein Album heraus, zehn Alben insgesamt. 1976 wurde sie mit einem Grammy Award ausgezeichnet. Es folgten Jahre, in denen Ian jährlich zwischen 250 und 300 Konzerte in den USA, England, Südafrika, Australien, den Niederlanden und Japan gab.
Das 1983 eingespielte Album Uncle Wonderful erschien im Jahr darauf nur in Australien.
Ian hatte zwischenzeitlich geheiratet und wollte eine Familie gründen, konnte aber keine Kinder bekommen. Die folgenden Jahre nutzte sie zum Schreiben neuer Songs und besuchte die Schauspielschule von Stella Adler in New York, nahm aber keine neuen Alben auf. Während dieser Zeit lebte sie von den Einnahmen aus ihren Platten und davon, dass andere Interpreten mit ihren Songs erfolgreich waren, bis 1986 ihr Buchhalter spurlos verschwand und mit ihm ihr gesamtes Vermögen. Stattdessen schuldete sie den Finanzbehörden 1,3 Millionen Dollar. Bis auf ihre Bühnenkleidung und zwei Gitarren wurde ihr gesamter Besitz gepfändet.
So kam sie 1986 aus dem teuren Los Angeles nach Nashville, Tennessee. Ihre Ehe war zwischenzeitlich gescheitert. Hinzu kamen wiederholt schwerwiegende gesundheitliche Probleme, die sie Ende der 1980er Jahre für einige Jahre arbeitsunfähig machten. Obwohl der Umzug von Los Angeles nach Tennessee – also in die Südstaaten – einen Kulturschock bedeutet habe, so Ian, habe sie sich dort sofort zu Hause gefühlt, und die dortige Musikszene habe sie mit offenen Armen aufgenommen.
Nach drei Jahren in Nashville lernte Ian 1989 die Strafverteidigerin Patricia Snyder kennen, ihre spätere Lebensgefährtin, die sie im August 2003 in Toronto heiratete.
Die Begegnung mit Pat stellte einen Wendepunkt dar. Sie begann wieder zu schreiben und aufzutreten und produzierte 1993 ihr Comeback-Album Breaking Silence. Der Titel war programmatisch, denn die Veröffentlichung des Albums fiel zusammen mit ihrem öffentlichen Coming-out, zu dem sie sich entschloss, nachdem eine Studie belegt hatte, dass die meisten Selbstmorde von Jugendlichen in den USA aus Angst begangen werden, homosexuell zu sein. Darüber hinaus handeln die Texte dieses Albums von einer ganzen Reihe gesellschaftlicher Tabuthemen.
Am Anfang des Comebacks stand die Selbsterkenntnis, dass sie musikalisch seit Anfang der 1970er Jahre keine wesentliche Entwicklung durchgemacht hatte. „Ich würde keine Platte von mir kaufen. Ich würde diese Songs nicht kaufen, würde sie nicht interessant finden.“ Sie gestand sich ein, dass sie weder eine herausragende Stimme hatte, noch mit ihrer Körpergröße von 1,55 Meter eine überragende Bühnenshow bieten konnte. Was sie wollte, war kein um jeden Preis kommerziell erfolgreiches Album, sondern eines, das aus der Sicht der Texterin und Komponistin fehlerlos war, dem die Menschen zuhören würden. Sie erkannte, dass sie in ihren Liedern „über Dinge sprechen konnte, die zu thematisieren für andere Menschen zu schmerzhaft war, auf eine Weise, die diese befähigte, diese Dinge zu erforschen“. Diese Fähigkeit zieht sich durch Ians gesamtes Werk.
Die traumatischen finanziellen Erfahrungen der 1980er Jahre ließen in Ian den Entschluss reifen, sich von der kommerziellen Musikindustrie unabhängig zu machen und sich selbst zu managen – eine der frappierend zahlreichen musikalischen und biographischen Parallelen, die sie mit der befreundeten Kollegin Laura Nyro gemeinsam hatte. Sie begann die Rechte an ihren Songs nach und nach von den großen Plattenfirmen zurückzukaufen und gründete 1992 Rude Girl Records, ihr eigenes Label. Bis heute hat sie über zwanzig Platten, das sind alle bis auf die ersten fünf aus den Jahren 1967 bis 1971, auf Rude Girl Records als CDs in digital überarbeiteten und um Live-Versionen ergänzten Fassungen neu herausgebracht und damit wieder zugänglich gemacht.
Während des Jahres 2007 gab Ian nur einzelne Konzerte in Nashville und schrieb ihre Autobiografie, die im Juli 2008 unter dem Titel Society’s Child - My Autobiography erschien.

## Musiker und das Internet
Ein wesentlicher Baustein der Geschäftsphilosophie von Rude Girl Records liegt neben dem Besitz bzw. Leasing der Rechte an den über 400 eigenen Songs in der Überzeugung, dass das Internet nicht Feind, sondern Freund und Helfer von Musikern sei.
In einem international viel beachteten und diskutierten Artikel für das US-amerikanische Musikmagazin Performing Singer Songwriter vertrat Ian 2002 die These, dass der freie Download von mp3-Files die Musikindustrie nicht schädige, sondern im Gegenteil Fans und Neugierigen das Kennenlernen neuer Musik ermögliche und zur Steigerung der Verkaufszahlen führe. In diesem Artikel und im Folgeartikel Nachbeben führt sie aus ihrer eigenen Geschäftserfahrung Beispiele an, die ihre Thesen stützen. Sie zitiert andere Künstler und Verlage aus anderen Bereichen (wie Baen Books), die damit ihre Umsätze steigern konnten; die Autorin Mercedes Lackey berichtet, dass sich, nachdem Baen den ersten Teil einer ihrer Buchreihen kostenlos im Internet zur Verfügung stellte, ihre gesamte Backlist signifikant besser verkaufte.

## Diskografie

Janis Ian – Society’s Child

Janis Ian – LP Janis Ian

### Studioalben
| Jahr | Titel Musiklabel                       | Höchstplatzierung, Gesamtwochen, AuszeichnungChartplatzierungen (Jahr, Titel, Musiklabel, Platzierungen, Wochen, Auszeichnungen, Anmerkungen) | Höchstplatzierung, Gesamtwochen, AuszeichnungChartplatzierungen (Jahr, Titel, Musiklabel, Platzierungen, Wochen, Auszeichnungen, Anmerkungen) | Anmerkungen                        |
| Jahr | Titel Musiklabel                       | UK | US | Anmerkungen                        |
| ---- | -------------------------------------- | --- | --- | ---------------------------------- |
| 1967 | Janis Ian Verve                        | — | US29 (28 Wo.)US |                                    |
| 1968 | For All The Seasons Of Your Mind Verve | — | US179 (5 Wo.)US |                                    |
| 1974 | Stars Columbia                         | — | US83 (20 Wo.)US |                                    |
| 1975 | Between The Lines Columbia             | — | US1 Platin · (64 Wo.)US |                                    |
| 1976 | Aftertones Columbia                    | — | US12 (19 Wo.)US |                                    |
| 1977 | Miracle Row Columbia                   | — | US45 (12 Wo.)US | Erstveröffentlichung: Januar 1977  |
| 1978 | Janis Ian (II) Columbia                | — | US120 (11 Wo.)US | Erstveröffentlichung: 30. Mai 1978 |
| 1981 | Restless Eyes Columbia                 | — | US156 (3 Wo.)US |                                    |
| 1995 | Revenge Beacon / Rude Girl             | UK81 (1 Wo.)UK | — | Erstveröffentlichung: 16. Mai 1995 |

Weitere Studioalben
- 1968: The Secret Life of J. Eddy Fink (Verve)
- 1969: Who Really Cares (Verve)
- 1971: Present Company (Capitol)
- 1979: Night Rains (Columbia)
- 1986: Uncle Wonderful (veröffentlicht 1984 in Australien) jetzt Rude Girl
- 1993: Breaking Silence (Morgan Creek / Rude Girl)
- 1995: Simon Renshaw Presents: Janis Ian Shares Your Pain (Rude Girl)
- 1997: Hunger (Windham Hill / Rude Girl)
- 2000: God & the FBI (Windham Hill / Rude Girl)
- 2002: Lost Cuts 1. Five New Cuts (Rude Girl)
- 2004: Billie's Bones (Rude Girl)
- 2006: Folk is the New Black (Rude Girl)
- 2014: Strictly Solo (Rude Girl)
- 2022: The Light at the End of the Line (Rude Girl)

### Kompilationen, Live-Aufnahmen
- 1978: Remember (JVC / jetzt Rude Girl)
- 1980: Best of Janis Ian (CBS)
- 1980: My Favourites (CBS)
- 1990: At Seventeen (CBS)
- 1992: Up ’Til Now (Sony)
- 1995: Society’s Child. The Verve Recordings (Polydor)
- 1995: Live on the Test 1976 (BBC Whistle Test)
- 1998: Unreleased 1: Mary’s Eyes (Rude Girl)
- 1999: The Bottom Line Encore Collection (Live 1980) (Bottom Line)
- 1999: Unreleased 2: Take No Prisoners (Rude Girl)
- 2001: Unreleased 3: Society’s Child (Rude Girl)
- 2002: Best of Janis Ian (Festival)
- 2003: Live: Working Without a Net (Rude Girl)
- 2004: Souvenirs: Best of Janis Ian 1972–1981 (Rude Girl)
- 2007: Ultimate Best (JVC)
- 2008: Best of Janis Ian: The Autobiography Collection (Rude Girl)
- 2009: The Essential Janis Ian (Sony)
- 2017: The Essential 2.0 (Sony)
- 2021: Hope. 12 Unreleased Tracks 1976-2011 (Rude Girl)
- 2023: Worktapes & Demos Vol.1 (Rude Girl)
- 2023: Live at the Calderone Theater 1975 (Rude Girl)
- 2025: From Me To You (Live in Bremen 2004) (MIG-Music)

### Singles (Auswahl)
| Jahr | Titel Album                                               | Höchstplatzierung, Gesamtwochen, AuszeichnungChartplatzierungen (Jahr, Titel, Album, Platzierungen, Wochen, Auszeichnungen, Anmerkungen) | Höchstplatzierung, Gesamtwochen, AuszeichnungChartplatzierungen (Jahr, Titel, Album, Platzierungen, Wochen, Auszeichnungen, Anmerkungen) | Anmerkungen |
| Jahr | Titel Album                                               | UK | US | Anmerkungen |
| ---- | --------------------------------------------------------- | --- | --- | ----------- |
| 1967 | Society’s Child (Baby I’ve Been Thinking) Society’s Child | — | US14 (12 Wo.)US |             |
| 1975 | At Seventeen Between The Lines                            | — | US3 (20 Wo.)US |             |
| 1979 | Fly Too High Night Rains                                  | UK44 (7 Wo.)UK | — |             |
| 1980 | The Other Side of the Sun Night Rains                     | UK44 (3 Wo.)UK | — |             |
| 1981 | Under The Covers Restless Eyes                            | — | US71 (4 Wo.)US |             |

### Videoalben
- 2005: Live at Club Café (Rude Girl)
- 2005: Janismania (Rude Girl)
- 2007: Through the Years – A Retrospective (Rude Girl)
- 2008: Janis Ian '79 – Live in Japan & Australia (Rude Girl)

## Auszeichnungen für Musikverkäufe
| Goldene Schallplatte - Kanada - 1976: für das Album Between The Lines |

Anmerkung: Auszeichnungen in Ländern aus den Charttabellen bzw. Chartboxen sind in ebendiesen zu finden.
| Land/RegionAuszeichnungen für Musikverkäufe (Land/Region, Auszeichnungen, Verkäufe, Quellen) | Gold  | Platin  | Verkäufe  | Quellen         |
| -------------------------------------------------------------------------------------------- | ----- | ------- | --------- | --------------- |
| Kanada (MC)                                                                                  | Gold1 | —       | 50.000    | musiccanada.com |
| Vereinigte Staaten (RIAA)                                                                    | —     | Platin1 | 1.000.000 | riaa.com        |
| Insgesamt                                                                                    | Gold1 | Platin1 |           |                 |

### Janis Ian selbst
- Offizielle Website von Janis Ian
- Diskografie bei discogs.com
- Singles Diskografie bei 45cat.com

### Artikel über Janis Ian
- At 42: Lesbian Legend Janis Comes Out (Interview mit Owen Keehnen, 1993)
- Jan Vanderhorst, Janis Ian: Doing It From The Heart, October 2004
- Janis Ian in der Internet Speculative Fiction Database (englisch)